# اس‌اس سرویا
اس‌اس سرویا (به انگلیسی: SS Servia) یک کشتی بود که طول آن ۵۱۵ فوت (۱۵۷ متر) بود. این کشتی در سال ۱۸۸۱ ساخته شد.